# Доњи Агићи
Доњи Агићи су насељено мјесто у општини Нови Град, Република Српска, БиХ. Према попису становништва из 2013. у насељу је живјело 663 становника.

## Историја
За вријеме аустоугарске окупације, мјесто је било познато под именом Агићи Српски, и били су у саставу Босансконовског среза.

## Географија
Смјештени су у долини ријеке Јапре.

## Образовање
У насељу се налази Основна школа „Бранко Ћопић“.

## Привреда
У насељу постоји Пољопривредна задруга „Агројапра“. Године 2012. у Доњим Агићима одржан је Трећи сајам задругарства Републике Српске.

## Становништво
| Демографија | Демографија | Демографија |
| Година      | Становника  | Становника  |
| ----------- | ----------- | ----------- |
| 1948.       | 1.048       |             |
| 1953.       | 1.238       |             |
| 1961.       | 1.289       |             |
| 1971.       | 1.231       |             |
| 1981.       | 1.101       |             |
| 1991.       | 935         |             |
| 2013.       | 663         |             |

## Знамените личности
- Давид Пајић, народни херој Југославије